# エドワード・J・アダムス
エドワード・ジェームス・アダムス (英語: Edward James Adams、1887年4月23日 - 1921年11月22日) はアメリカ中西部の悪名高い犯罪者でスプリー・キラー。 14か月にわたり、7人を殺害（うち3人が警察官）し、多くの負傷者を出した。34歳のとき、カンザス州ウィチタで警官に包囲され銃撃により死亡した。

## 生い立ち
エディことエドワード・ジェームス・アダムスは1887年にカンザス州ハッチンソンの農場で生まれ、当初の名前はウィリアム・ジョセフ・ウォレスであった。父親は彼が幼いときに亡くなり母親は再婚したが、肉体労働者であった継父を毛嫌いしていた。彼は理髪師として働き、20世紀初頭にはウィチタに引っ越し、そこでジョン・キャラハンと知り合うとすぐに密造酒、軽犯罪、車泥棒などに手を染めるようになる。
アダムスは顔立ちが良くカリスマ的で、多くの女性たちを惹きつけ、取り巻きを連れ歩いていた。アダムスの妻は、彼の非合法な活動や浮気に疲れて出て行った。
すぐにアダムスは自分のギャングを作り、カンザス州からミズーリ州、アイオワ州にかけて銀行や列車を襲い始める。その結果、初期禁酒法時代における中西部最悪の無法者として知られるようになった。

## 殺人と服役
1920年、キャラハンを通じ、無法者のレイとウォルターのメジャースの兄弟と手を組み、9月5日に悪名高いハリー・トゥルスデルの所有するカンザスシティのカジノを襲うが、カジノ側との銃撃戦の末、警察に逮捕された。
1921年2月、アダムスは終身刑の判決を受ける。メジャース兄弟は強盗の罪を認めたためアダムスより軽い5年の禁固刑で済んだが、結局、兄弟は獄中で死んだ。メジャース兄弟の三男ダドリーは強盗現場からの逃走に成功したが、最終的には逮捕されてデラウエアで服役した。

## 中西部の連続犯行
ジェファーソンシティにあるミズーリ州刑務所に移送される途中、アダムスは列車から飛び降りて逃走した。逃亡から数日経った1921年2月11日にジュリアス・フィニーと共に銀行と雑貨店に強盗に入るが、2月17日にガーデン・プレイン近くの橋の下で盗難車を大破させたところを民警団に捕らえられた。銀行強盗で有罪になり、ミズーリ州での終身刑に加えて、アダムスには殺人罪でカンザス州刑務所での10年から30年の禁固刑の判決が出た。
8月13日夜、アダムスは刑務所の発電機を破壊し、他3名の受刑者と共に刑務所の壁をよじ登り刑務所から脱走する。外で運転手役を務めた仲間を加えた4人で脱獄に成功する。数日後に逮捕された1人を除き、彼らは政府の追手から逃れて、アダムスは新たにギャング団を結成した。
その年の9月、カンザス州ローズヒルとヘイズビルで銀行を襲い、およそ10,000ドルを奪う。ヘイズビルの事件では、アダムスに理由もなくピストルで殴られた82歳の老人が頭蓋骨骨折で亡くなっている。
10月8日、警察はギャング団を罠にはめようとしたが、銃撃戦の末に逃げられている。その11日後には銀行で500ドルの銀貨を盗むところを目撃され、その直後からギャング団を追う民警団が彼らを探し始めた。アダムスたちは街から数マイル離れた砂利道で車を停め、車内でしばらく休んでいたが、それを怪しんだ農夫のチャールズ・ウィリアム・ジョーンズが保安官に通報した。
保安官と民警団が車に接近すると、保安官は至近距離から回転式拳銃で撃たれた。幸い不発で、保安官は身を隠して難を逃れたが、続いて銃撃戦が始まり民警団に何人か負傷者が出た。銃声を聞いたチャールズは、ショットガンを手に保安官と民警団を助けようと現場に向かったが、ギャング団が逃げ出す際に撃たれ致命傷を負った。
ギャング団はウィチタに向けて移動しながら、犯罪行為は続いた。11件の商店を襲撃し、2人のバイク警官を襲った。ウィチタに戻ると、1921年11月5日、アダムスは勤務中のパトロール警官を撃ち殺している。パトロール警官と取り合いになった恋人が、ギャング団より警察官を選んだことが動機だと言われている。その後、ギャング団はカンザス州オタワで35,000ドルを奪う列車強盗を成功させている。

## 死

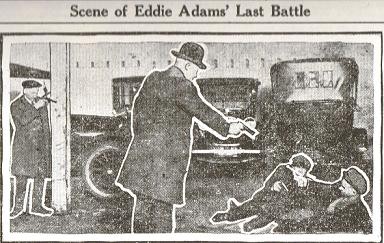
アダムスが致命傷を負った警察との銃撃戦の再現。 1921年11月23日発行のウィチタ・イーグル紙より

1921年11月20日の夕方、アダムスは仲間1人と旧知の友人2人、それに2人の売春婦を車に乗せ無謀運転を楽しみ、さらに別の仲間たちが乗った車が、それを高速で追いかけていた。2人のバイク警官がアダムスの車を道路わきに停止させると、車内から警官たちに向けて銃が発射された。1人の警察官が死亡し、ギャングたちは現場から逃走した後、車内の女性を解放してカウリー郡に入った。
その夜、アダムスたち3名を乗せた車は農場でガス欠で停止し、農場の車を盗もうとする。農場主が抵抗するとアダムスは彼を撃ち殺して車を奪うが、その間に仲間の1人が逃げ出した。残る仲間と2人で盗んだ車でウィチタに戻ると、翌日、逃げた仲間を探しに彼の家を訪れると、そこで待ち伏せていた警官2人と撃ち合いになり、1人を負傷させた隙に、再びアダムスは逃走した。
彼らは、殺害された警察官の葬儀が行われる11月22日まで身を潜めた。多くの警察官が葬儀に集まる隙に、レンタカーで街を離れるつもりだった。しかし、経営者がアダムに気付いて警察に通報した。3人の警察官が現場に到着すると銃撃戦が始まり、アダムスは彼を地面に引き倒した警察官に致命傷を与え、さらに1人を撃ったが、残る1人の警察官が柱の陰から3発の銃弾を命中させて死亡した。
アダムスの遺体は、地域の恐怖が終わったことを祝う意味で市の公会堂で晒され、9000人を超える市民が見に来た。最終的に18人の共犯者と取り巻きたちが逮捕され、終身刑の判決を受けた仲間1人を含む4人がカンザス州刑務所に送られた。

## 書籍
- Newton, Michael. Encyclopedia of Robbers, Heists, and Capers. New York: Facts On File Inc., 2002.
- Wellman, Paul. A Dynasty of Western Outlaws. New York: Bonanza Books, 1961.
- The Wichita Eagle Beacon. The First One Hundred Years. Wichita: Eagle Beacon Publishing Co., 1972, page 49.